# Mairé
Mairé is een gemeente in het Franse departement Vienne (regio Nouvelle-Aquitaine) en telt 201 inwoners (2005). De plaats maakt deel uit van het arrondissement Châtellerault.

## Geografie
De oppervlakte van Mairé bedraagt 21,8 km², de bevolkingsdichtheid is 9,2 inwoners per km². De plaats ligt aan de Creuse.
De onderstaande kaart toont de ligging van Mairé met de belangrijkste infrastructuur en aangrenzende gemeenten.

## Demografie
Onderstaande figuur toont het verloop van het inwonertal (bron: INSEE-tellingen).